# Hippomedon rodericki
Hippomedon rodericki is een vlokreeftensoort uit de familie van de Lysianassidae. De wetenschappelijke naam van de soort is voor het eerst geldig gepubliceerd in 1989 door Moore.